# Lämmeltåg

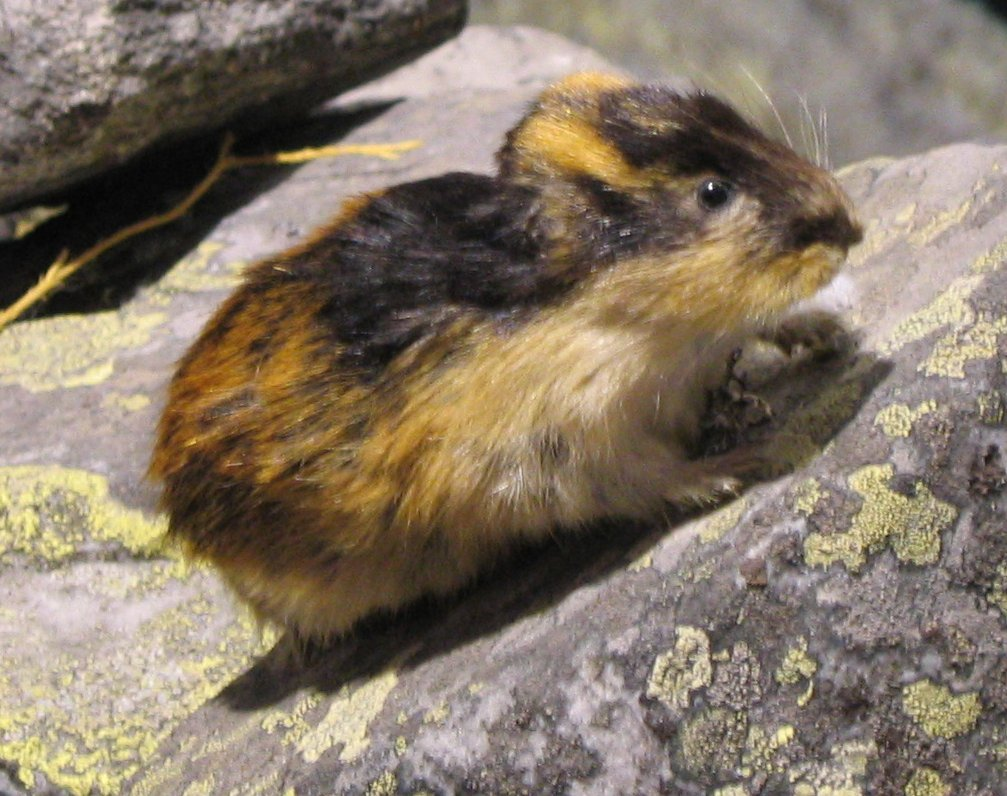
En uppstoppad fjällämmel (Lemmus lemmus)

Ett lämmeltåg är ett vandringståg bestående av fjällämlar (Lemmus lemmus). År då populationen av lämlar är stor, under ett så kallat lämmelår, uppstår vandringsbeteenden hos lämlarna, bland annat på grund av matbrist.
Hur det förhåller sig med de riktigt storskaliga massvandringarna är omdebatterat men de flesta anser idag att de är historier som bygger på överdrifter. Även historier om det suicidala beteende som lämlar ska uppvisa vid dessa lämmeltåg anses ofta vara baserade på överdrifter eller oriktiga uppgifter. 
En populärkulturell källa till dessa historier är en av Disneys många naturfilmer, White Wilderness från 1958, som skildrar just ett lämmeltåg. Vid en tidpunkt drev filmteamet lämmeltåget över en klippa med kameran nedanför som en illustration av djurets sagda självmordsbenägna beteende. Ursprunget till dessa historier kan komma av att lämlar lättare dör i okänd terräng och att de faktiskt simmande ger sig ut i floder och sjöar och drunknar eftersom de är vana vid att passera mindre bäckar på detta sätt.